# Tennis Masters Cup 2006 - Doppio
Il doppio del Tennis Masters Cup 2006 è stato un torneo di tennis facente parte dell'ATP Tour.
Michaël Llodra e Fabrice Santoro erano i detentori del titolo, ma quest'anno non hanno giocato insieme.
Llodra non si è qualificato con il suo compagno, mentre Santoro si è qualificato con Nenad Zimonjić, ma ha perso nel round robin.
Jonas Björkman e Maks Mirny hanno battuto in finale 6–2, 6–4,  Mark Knowles e Daniel Nestor.

## Teste di serie
1. Bob Bryan /  Mike Bryan (round robin)
2. Jonas Björkman /  Maks Mirny (campioni)
3. Mark Knowles /  Daniel Nestor (finale)
4. Paul Hanley /  Kevin Ullyett (semifinali)

1. Fabrice Santoro /  Nenad Zimonjić (round robin)
2. Martin Damm /  Leander Paes (semifinali)
3. Jonathan Erlich /  Andy Ram (round robin)
4. Mariusz Fyrstenberg /  Marcin Matkowski (round robin)

## Tabellone

### Legenda
| - Q = Qualificato - WC = Wild card - LL = Lucky loser | - ALT = Alternate - SE = Special Exempt - PR = Protected Ranking | - w/o = Walkover - r = Ritirato - d = Squalificato |

### Finale
|  | Semifinali | Semifinali                 | Semifinali | Semifinali | Semifinali |  |  | Finale | Finale                     | Finale                     | Finale | Finale |  |
|  |            |                            |            |            |            |  |  |        |                            |                            |        |        |  |
|  | 4          | Paul Hanley Kevin Ullyett  | 6          | 1          | 3          |  |  |        |                            |                            |        |        |  |
|  | 3          | Mark Knowles Daniel Nestor | 4          | 6          | 6          |  |  | 3      | Mark Knowles Daniel Nestor | Mark Knowles Daniel Nestor | 2      | 4      |  |
|  | 2          | Jonas Björkman Maks Mirny  | 64         | 7          | 7          |  |  | 2      | Jonas Björkman Maks Mirny  | Jonas Björkman Maks Mirny  | 6      | 6      |  |
|  | 6          | Martin Damm Leander Paes   | 7          | 64         | 65         |  |  |        |                            |                            |        |        |  |

### Gruppo rosso
|   |                           | Bryan               | Hanley Ullyett   | Damm Paes           | Erlich Ram       | RR V–P | Set V–P | Game V–P | Posizione |
| 1 | Bob Bryan Mike Bryan      |                     | 6–3, 6(4)–7, 4–6 | 6–2, 6(4)–7, 7–6(5) | 6(2)–7, 6–2, 1–6 | 1–2    | 4–5     | 48–46    | 4         |
| 4 | Paul Hanley Kevin Ullyett | 3–6, 7–6(4), 6–4    |                  | 7–6(6), 4–6, 6–3    | 6–4, 6–4         | 3–0    | 6–2     | 45–39    | 1         |
| 6 | Martin Damm Leander Paes  | 2–6, 7–6(4), 6(5)–7 | 6(6)–7, 6–4, 3–6 |                     | 6–4, 7–6(6)      | 1–2    | 4–4     | 43–46    | 2         |
| 6 | Jonathan Erlich Andy Ram  | 7–6(2), 2–6, 6–1    | 4–6, 4–6         | 4–6, 6(6)–7         |                  | 1–2    | 2–5     | 33–38    | 3         |

La classifica viene stilata in base ai seguenti criteri: 1) Numero di vittorie; 2) Numero di partite giocate; 3) Scontri diretti (in caso di due giocatori pari merito ); 4) Percentuale di set vinti o di games vinti (in caso di tre giocatori pari merito ); 5) Decisione della commissione.

### Gruppo oro
|   |                                      | Bjorkman Mirny   | Knowles Nestor   | Santoro Zimonjić | Frystenberg Matkowski | RR V–P | Set V–P | Game V–P | Posizione |
| 2 | Jonas Björkman Maks Mirny            |                  | 4–6, 6–4, 7–6(2) | 6–3, 7–6(7)      | 6–3, 6–4              | 3–0    | 6–1     | 42–32    | 1         |
| 3 | Mark Knowles Daniel Nestor           | 6–4, 4–6, 6(2)–7 |                  | 6–3, 6–2         | 6–3, 6–3              | 2–1    | 5–2     | 40–28    | 2         |
| 5 | Fabrice Santoro Nenad Zimonjić       | 3–6, 6(7)–7      | 3–6, 2–6         |                  | 6–3, 6(4)–7, 6–3      | 1–2    | 2–5     | 32–38    | 3         |
| 8 | Mariusz Fyrstenberg Marcin Matkowski | 3–6, 4–6         | 3–6, 3–6         | 3–6, 7–6(4), 3–6 |                       | 0–3    | 1–6     | 26–42    | 4         |

La classifica viene stilata in base ai seguenti criteri: 1) Numero di vittorie; 2) Numero di partite giocate; 3) Scontri diretti (in caso di due giocatori pari merito ); 4) Percentuale di set vinti o di games vinti (in caso di tre giocatori pari merito ); 5) Decisione della commissione.